# 松多克
松多克是台灣卑南族南王部落傳說中的一名荷蘭士兵，和部落的女性結婚並入贅部落。

## 傳說

### 來到台灣
傳說中，松多克是荷蘭東印度公司的一名士兵，在十七世紀初期，荷蘭勢力開始進入台灣東部地區，他們首先派了使節團探勘當地並且試圖跟當地的卑南族頭目和建立合作關係，而他就是使節團中的其中一名士兵。

### 結婚
後來松多克跟著隊伍，和開始和南王部落的族人有所接觸，關於他們和卑南族人的互動大致上有兩種說法，一種認為他們在部落外跟部落領袖見面，並且用菸草之類的禮物取得卑南族人的信任後進入部落參觀，並且留下了傳教用的聖杯、十字架和聖經後離開；另有說法認為荷蘭和卑南族人交戰，而荷蘭人在挖戰壕時，因為挖到了木炭，認為這是凶兆而停止挖掘和交戰，此時荷蘭人的糧食已經用盡，因此向南王部落求救，此時北部的領導氏族Pasara'at拒絕，但南部的Butul答應，讓荷蘭人相當感激，並且撤退離開。但不管是哪一個說法，松多克都沒有離開，而是和部落中一名叫作蜜琪兒（Migiil）的女性結婚，並且入贅他們家中。

### 喪女
松多克和蜜琪兒結婚後，生下了一個女兒，取名叫阿莎（Asa），但阿莎在出生後沒多久（一說三、四歲的時候）就夭折去世了，悲痛的松多克將女兒埋在成年集會所外的土中，並且以黃金陪葬。後來他也悄悄地離開了南王部落，再也沒有回來。